# 林維爾 (印地安納州)
林維爾（英語：Lynnville）是一個位於美國印地安納州沃里克縣的城鎮。

## 人口
根據2010年美國人口普查的數據，林維爾的面積為5.12平方千米，當中陸地面積為4.51平方千米，而水域面積為0.61平方千米。當地共有人口888人，而人口密度為每平方千米173人。